# Henry B. Quinby
Henry Brewer Quinby (* 10. Juni 1846 in Biddeford, Maine; † 8. Februar 1924 in New York City) war ein US-amerikanischer Politiker und von 1909 bis 1911 Gouverneur des Bundesstaates New Hampshire.

## Frühe Jahre und politischer Aufstieg
Henry Quinby besuchte bis 1872 das Bowdoin College. Danach studierte er bis 1880 Medizin am National Medical College in Washington. Quinby wurde Mitglied der Republikanischen Partei. Bereits in den Jahren 1872 bis 1873 war er im Beraterstab von Gouverneur Ezekiel A. Straw. Zwischen 1887 und 1889 war er Abgeordneter im Repräsentantenhaus von New Hampshire, von 1891 bis 1893 gehörte er dem Staatssenat an. Danach war er bis 1893 im Regierungsrat (Executive Council) seines Staates. Im Jahr 1893 war er Delegierter zur Republican National Convention und 1896 war er Vorsitzender des Parteitags in New Hampshire. Damals war Quinby Präsident einer Bank und Kurator des staatlichen Krankenhauses.

## Gouverneur von New Hampshire und weiterer Lebenslauf
Im Jahr 1908 wurde Henry Quinby zum neuen Gouverneur seines Staates gewählt. Er trat seine zweijährige Amtszeit am 7. Januar 1909 an. In dieser Zeit wurde die Nationalgarde reformiert, staatliche Einrichtungen wie das Krankenhaus oder das Gefängnis wurden erweitert und das Keene State College wurde gegründet. Nach dem Ende seiner Gouverneurszeit zog sich Quinby aus der Politik zurück. Er blieb aber weiterhin geschäftlich aktiv. Er starb im Jahr 1924 in New York City. Mit seiner Frau Octavia M. Cole hatte er zwei Kinder.